# Liste der Baudenkmale in Grammendorf
In der Liste der Baudenkmale in Gemeinde Grammendorf sind alle Baudenkmale der Gemeinde Grammendorf im Landkreis Vorpommern-Rügen und ihrer Ortsteile aufgelistet. Grundlage ist die Veröffentlichung der Denkmalliste des Landkreises Vorpommern-Rügen, Auszug aus der Kreisdenkmalliste vom Juli 2012.

## Keffenbrink
| ID   | Lage                   | Bezeichnung                              | Beschreibung | Bild |
| ---- | ---------------------- | ---------------------------------------- | --- | ---- |
| 510D | An der K14 (Karte)     | Gutsanlage (Pferdestall)                 | |      |
| 510E | An der K14 (Karte)     | Gutsanlage (Scheune)                     | |      |
| 510F | An der K14 (Karte)     | Gutsanlage (Friedhof)                    | |      |
| 510G | An der K14 (Karte)     | Gutsanlage (Allee)                       | |      |
| 510I | Im Dorfe (Karte)       | Gutsanlage (Scheune)                     | |      |
| 511  | Keffenbrink 11 (Karte) | Wohnstallgebäude                         | |      |
| 510B | Keffenbrink 35 (Karte) | Gutsanlage (Wohnhaus-Wirtschaftsgebäude) | 2-gesch., 12-achs. Putzbau von um 1900 mit Sockelgeschoss und teilw. mit Mezzaningeschoss auf den beiden Flügelbauten; in der DDR-Zeit vereinfacht sowie ein Seitenteil und Turm abgerissen; Gut u. a. der Familien von Pachelbel-Gehag (um ab 1905) |      |
| 510C | Keffenbrink 36 (Karte) | Gutsanlage (Wohnhaus-Wirtschaftsgebäude) | |      |
| 510A | Keffenbrink 38 (Karte) | Gutsanlage (Park)                        | |      |
| 510H | NVP14 (Karte)          | Gutsanlage (Allee)                       | |      |

## Nehringen
| ID   | Lage                  | Bezeichnung | Beschreibung | Bild                                                    |
| ---- | --------------------- | --- | --- | ------------------------------------------------------- |
| 626A | (Karte)               | Dorfanlage (Kopfsteinpflasterstraße und Allee)                                                                                                 | |                                                         |
| 626B | (Karte)               | Dorfanlage (Kopfsteinpflasterstraße und Allee)                                                                                                 | |                                                         |
| 638  | (Karte)               | Klappbrücke | | Weitere Bilder                                          |
| 636E | An der Kirche (Karte) | Gutsanlage (Rasenrondell) | |                                                         |
| 637  | Der Friedhof (Karte)  | Kirche mit Friedhof und Umfassungsmauer (sechs Grabstelen 18. Jhr., zwei Grabwangen 19. Jhr., Grabplatten 18./19. Jhr. und sieben Eisenkreuze) | Kapelle von um 1350, erweitert 1498 zur Pfarrkirche, barocker Umbau zur Saalkirche von 1726 mit polygonalen Chor, Turm von 1744 mit welscher Glockenhaube und Laterne; Renaissancealtar von 1598, Mehmel - Orgel von 1869. | Weitere Bilder                                          |
| 635  | Nehringen (Karte)     | Langer Stall | |                                                         |
| 636F | Nehringen 15 (Karte)  | Gutsanlage (Kavaliershaus) | |                                                         |
| 636D | Nehringen 16 (Karte)  | Gutsanlage (Wirtschaftshaus) | |                                                         |
| 636C | Nehringen 16a (Karte) | Gutsanlage (Wirtschaftshaus) | |                                                         |
| 625  | Nehringen 17 (Karte)  | Bergfried mit Park- und Wallanlage, der sog. Fangelturm                                                                                        | | Bergfried mit Park- und Wallanlage, der sog. Fangelturm |
| 636A | Nehringen 17 (Karte)  | Gutsanlage (Gutshaus, Park) | 1-gesch., 9-achs., sanierter Putzbau von nach 1714 mit Mansarddach und Portikus; Gut u. a. der Familien von Buggenhagen (Mittelalter), von Ascheraden (19. Jh.) und von Pachelbel (bis 1945)                               | Weitere Bilder                                          |
| 636B | Nehringen 18 (Karte)  | Gutsanlage (Kavaliershaus) | |                                                         |
| 627  | Nehringen 19 (Karte)  | Katen | |                                                         |
| 628  | Nehringen 20 (Karte)  | Pfarrhaus | |                                                         |
| 629  | Nehringen 21 (Karte)  | Pfarrwitwenhaus und Küsterei | 1-gesch. Fachwerkbau von 1730 |                                                         |
| 630  | Nehringen 23 (Karte)  | Katen | |                                                         |
| 631  | Nehringen 24 (Karte)  | Wohnhaus | |                                                         |
| 632  | Nehringen 28 (Karte)  | Wohnhaus | |                                                         |

## Quelle
- Denkmalliste des Landkreises Vorpommern-Rügen